# Cattle Country

Grün die Great Plains. Der westliche Teil etwa ab dem 100. Längengrad ist das Cattle Country

Als Cattle Country (deutsch: „Rinderland“) wird der westliche Teil der nordamerikanischen Great Plains bezeichnet, der vor allem durch die Viehwirtschaft geprägt ist. 60 Prozent des Rindfleisches der USA wird dort produziert. Aufgrund der Niederschlagsmengen liegt der Übergang zum vorwiegend vom Ackerbau genutzten Wheat Belt etwa am 100. Längengrad, der mit der Niederschlagsgrenze von 500 mm/a zusammenfällt.

## Geschichte des Cattle Countrys

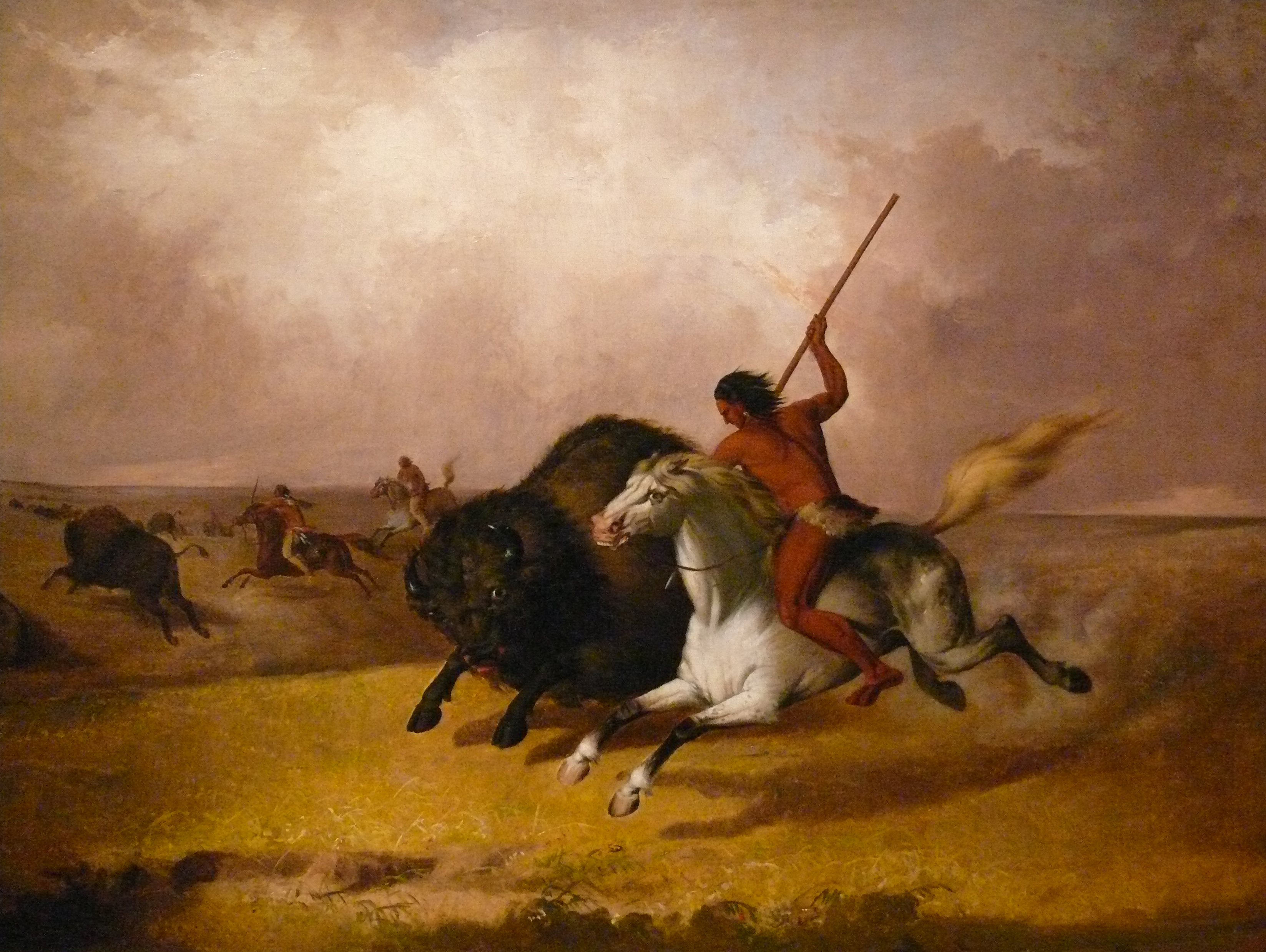
Bisonjagd in den westlichen plains, 1845

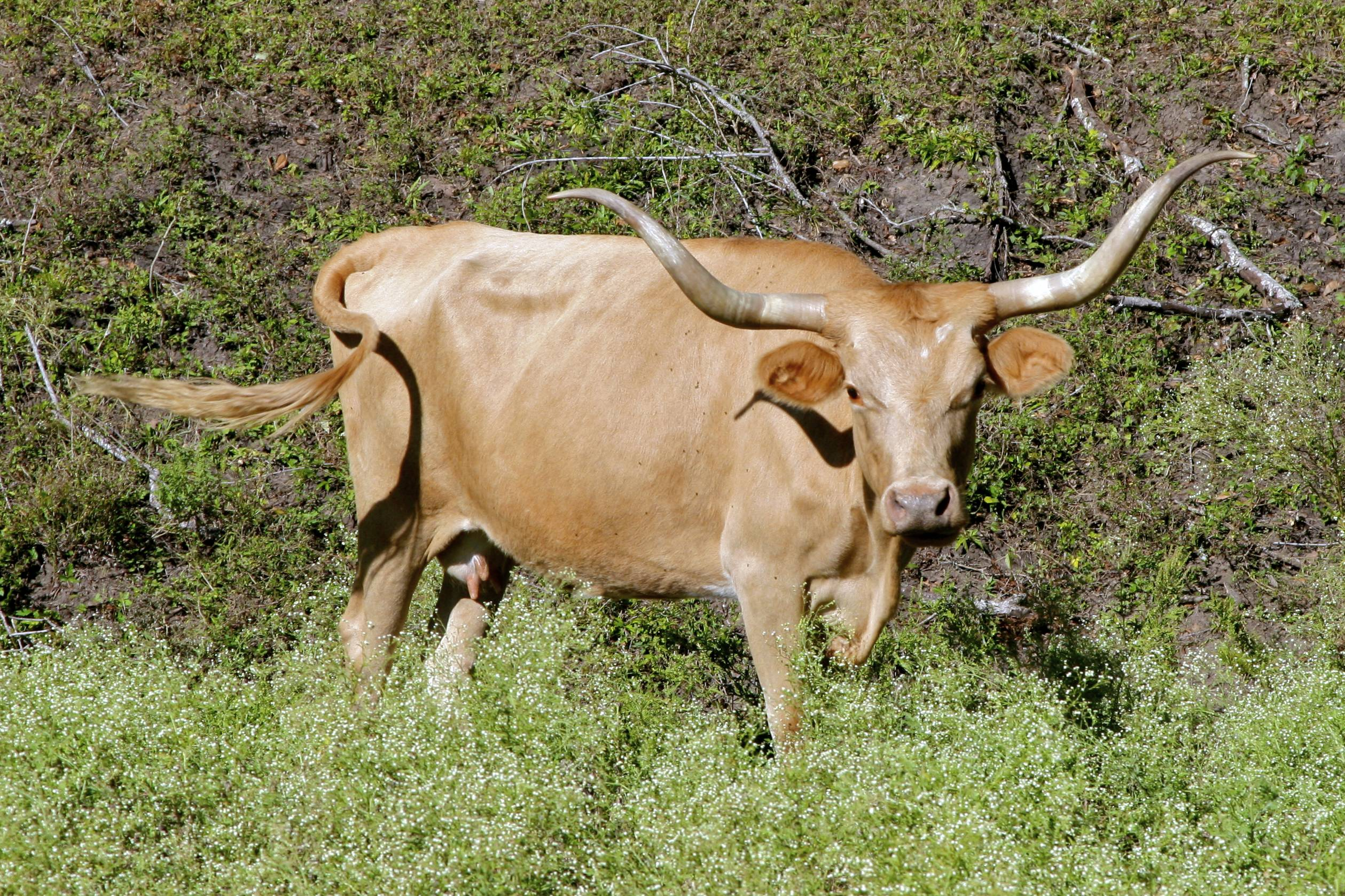
Texanisches Longhorn-Rind

Schon die ersten Europäer, die im 16. Jahrhundert in den USA einwanderten, führten Longhorn-Rinder mit sich, während gleichzeitig die amerikanische Ureinwohner in den Plains nach Bisons jagten. Die indigenen Völker Nordamerikas lebten als Teilnomaden oder Nomaden und richteten ihren Lebensrhythmus nach den Wanderungen der Bisonherden. Durch massive Jagd der Siedler auf die Bisonherden ging deren Bestand stark zurück, sie wurden fast ausgerottet und den Nomaden die Lebensgrundlage genommen. Anfang des 19. Jahrhunderts bildeten sich erste Rinderfarmen vorwiegend in dem Teil Mexikos, der später zu Texas wurde. Ab 1865 ließen sich neben den Viehzüchtern viele Siedler in den Great Plains nieder.
Die Langhornrinder wurden frei laufen gelassen (Open Range) und von Cowboys betreut. Als Texas 1836 unabhängig wurde, ließen die Mexikaner ihre Rinderfarmen zurück. So wurden die ersten texanischen Rinderfarmen gegründet oder übernommen. Vorerst stand der Gewinn der Tierhäute im Vordergrund. In den 1850er Jahren begann Rindfleisch beliebter zu werden und der Preis stieg an, sodass einige Viehzüchter recht wohlhabend wurden. Eine der erfolgreichsten Ranches der Zeit ist als Grant-Kohrs Ranch National Historic Site in Montana als Gedenkstätte erhalten und wird als Wirtschaftsbetrieb und lebendes Museum vom National Park Service geführt.
Die Tierhaltung in den Rinderfarmen hat sich im 20. Jahrhundert stark verändert. Im Laufe der Jahre entstanden mehrere verschiedene Arten der Massentierhaltung, wie zum Beispiel die „Feedlots“ oder das „Ranching“. Heutzutage werden die Farmen von großen Unternehmen geleitet und kontrolliert.

## Nutzung im Cattle Country
Die Great Plains sind aufgeteilt in Landwirtschaft und Viehzucht. 60 Prozent des Rindfleisches der USA wird in den Great Plains bzw. dem „Cattle Country“ auf großen Mastbetrieben produziert. Im Westen wird nur Viehzucht betrieben, weil die Regenmenge so gering ist, dass Ackerbau nur mit künstlicher Bewässerung möglich wäre, was deswegen in diesem Gebiet zu teuer ist.
Im „Cattle Country“ sind zwei unterschiedliche Arten der Tierhaltung stark verbreitet. Es gibt die intensive Tierhaltung und die extensive Tierhaltung.
Zu der intensiven Tierhaltung zählen die sogenannten Feedlots.
Feedlots sind Einrichtungen, die dazu ausgelegt sind Schlachtvieh, in diesem Falle Rinderherden, zu mästen. Die meisten Feedlots sind mit mehr als 16 000 Mastplätzen ausgelegt. In jeweils 1 mal ½ Meilen großen Freiluftgehegen, die auf insgesamt 225 000 Tiere ausgelegt sind, werden pro Jahr circa 500 000 Bullen in 3 bis 4 Monaten schlachtreif gemästet. Diese Tiere brauchen auf Weiden normalerweise 3 Jahre um dieses Gewicht auf natürliche Weise zu erreichen. Zuerst werden die Kälber auf Feldern und Weiden auf ungefähr 300 kg gemästet, bis sie in die „Feedlots“ gebracht werden. Dort erhalten sie eine spezielle Ernährung, eine sogenannte Silage, die aus Heu, Mais, unterschiedlichen Getreidearten, Sojabohnen, Zuckerrübenresten, Baumwollsamenmehl, Mineralien und Abfallprodukten der Lebensmittelindustrie besteht. Diese Mischung wird vorgewärmt, damit die Tiere bei ihrer Aufnahme so wenig Nahrungsenergie wie möglich verbrauchen. Zusätzlich zu den schon vorhandenen 300 kg nimmt das Tier so weiter in geringer Zeit 180 kg an Gewicht zu. Aufgrund der übermäßig hohen Gülleproduktion ist eine staatliche Erlaubnis für das Unterhalten der „Feedlots“ erforderlich.
Andererseits gibt es das „Ranching“, welches man zu der extensiven Tierhaltung zählt. Bei dieser Tierhaltung wird das Land stark genutzt, und dementsprechend ist die Nutzung anderer Produktionsfaktoren sehr gering.
Bei dem „Ranching“ wird besonders viel freie Fläche ausgenutzt, somit entspricht es einer extensiven Weidewirtschaft.
Typisch für das „Ranching“ ist, dass die Tiere mit einem Brandzeichen versehen werden. Dies ist nötig, da das Gebiet in der Regel sehr groß ist und man es deswegen nicht einzäunen kann.
Es gibt keine Stallungen und die Versorgung mit Wasser wird durch einen Fluss oder einen See sichergestellt. Die genutzte Natur wird in der Regel weder durch Pestizide noch durch andere Chemikalien verändert.
Die Cowboys und die Rancher beschränken somit ihr Eingreifen in die Natur auf ein Minimum. Das Haupthaus des Eigentümers wird als Ranch bezeichnet, der Begriff kann jedoch auch das gesamte Gelände beschreiben. Die Arbeit wird von der Ranch aus organisiert. Es gibt speziell ausgebildete Pferde (sogenannte „Paint Horses“ oder „Quarter Horses“), die von den angestellten Cowboys genutzt werden. Die Cowboys kümmern sich um die Herde und sorgen schließlich dafür, dass diese zum Schlachthaus gelangt. Auch heute sind dafür zum Teil noch Viehtrecks nötig, die jedoch nicht mehr das Ausmaß früherer Zeiten erreichen.